# Amtsgericht Dillingen an der Donau
Das Amtsgericht Dillingen a.d. Donau ist eines von 73 Amtsgerichten in Bayern und ein Gericht der ordentlichen Gerichtsbarkeit. Der Hauptsitz befindet sich am St.-Ulrichs-Platz 3 in Dillingen an der Donau.

## Geschichte

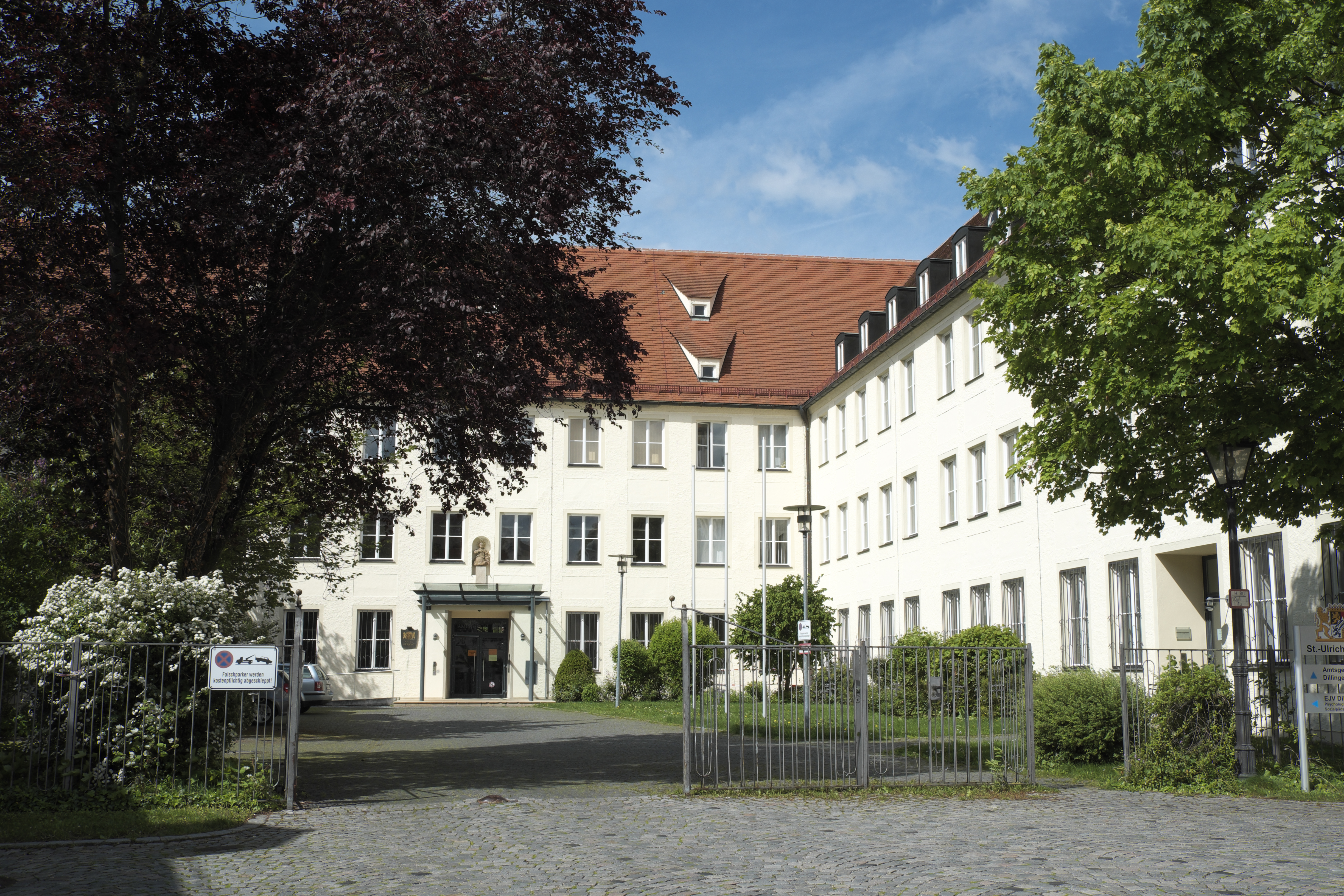
Dienstgebäude des Amtsgerichts

Anlässlich der Einführung des Gerichtsverfassungsgesetzes am 1. Oktober 1879 wurde in Dillingen ein Amtsgericht errichtet, dessen  Sprengel dem des vorhergehenden Landgerichtsbezirks älterer Ordnung entsprach.
Der von den Jesuiten 1735 erbaute Hauptsitz des Amtsgerichts maß 41 Meter in der Länge, 12 Meter in der Breite und war 10 Meter hoch. Es erstreckte sich über drei Stockwerke. 1865/66 erfolgte eine Erweiterung des Baus an der Südseite. Die jetzige Form des Gebäudes geht auf eine Baumaßnahme in den Jahren 1957/58 zurück. Raumaufteilung und Fassade sind teilweise noch im Originalzustand. Zwischen 1862 und 1990 wurde das Gebäude als Bischöfliches Knabenseminar genutzt. Nach 1990 fungierte der Bau als Alten- und Pflegeheim sowie als Kindergarten und Unterkunft für eine Gruppe schwer erziehbarer Jugendlicher. 
Das Amtsgericht Dillingen war mit dem Finanzamt zusammen im Schloss Dillingen an der Donau untergebracht. Im Juni 2001 musste der südöstliche Flügel des Schlosses aufgrund schlechter Sicherheitsstandards geräumt und das Amtsgericht in das ehemalige Knabenseminar untergebracht werden. 2003 wurden die Räumlichkeiten nach umfassenden Baumaßnahmen eingeweiht.
Heute steht das Gebäude unter Denkmalschutz.

## Zuständigkeitsbereich
Der Zuständigkeitsbereich des Amtsgerichts erstreckt sich über den Landkreis Dillingen a.d. Donau und gehört zum Landgerichtsbezirk Augsburg. Es werden Zivil-, Familien- und Strafsachen verhandelt und auch bestimmte Register geführt. 
Folgende Angelegenheiten werden an anderen Amtsgerichten verhandelt:
- Genossenschaftsregister (Amtsgericht Augsburg)
- Handelsregister (Amtsgericht Augsburg)
- Insolvenzverfahren (Amtsgericht Nördlingen)
- Vereinsregister (Amtsgericht Augsburg)
- Zwangsversteigerung (Amtsgericht Nördlingen)
- Partnerschaftsregister (Amtsgericht Augsburg)